# Пратола Пелиня
Пра̀тола Пелѝня (на италиански: Pratola Peligna, на местен диалект Pratëlë, Пратълъ) е градче и община в Южна Италия, провинция Акуила, регион Абруцо. Разположено е на 342 m надморска височина. Населението на общината е 7849 души (към 2012 г.).